# Gaius Papirius Carbo (Sohn)
Gaius Papirius Carbo Arvina († 82 v. Chr.) war ein römischer Politiker zu Beginn des 1. Jahrhunderts v. Chr. Er war der Sohn des gleichnamigen Konsuls und ein unerschütterlicher Vertreter der Aristokratie.
Carbo ist vor allem durch die lex Plautia Papiria bekannt, die er und Marcus Plautius Silvanus als Volkstribunen im Jahr 89 v. Chr. einbrachten. Dieses Gesetz bot das römische Bürgerrecht jedem italischen Verbündeten an, der zur Zeit des Inkrafttretens seinen Wohnsitz in Italien hatte, vorausgesetzt, er meldete sich innerhalb von sechzig Tagen persönlich beim Prätor in Rom. Das Ziel des Gesetzes war, die Bundesgenossen im Kriegsfall an Rom zu binden.
Wie sein Vater war Carbo ein ausgezeichneter Redner. Er wurde von Anhängern des Marius 82 v. Chr. getötet.